# Gilbert Van Binst
Gilbert Gille Van Binst, né le 5 juillet 1951 à Machelen en Belgique et mort le 3 janvier 2025 à Zaventem en Belgique,  est un footballeur international belge qui joue au poste de défenseur entre 1968 et 1983, principalement au RSC Anderlecht.

## Biographie

### En club

#### Jeunesse et formation
Né à Machelen, dans le Brabant flamand, Gilbert Van Binst, dit Gille, découvre le football au KFC Peutie (nl) à l'âge de douze ans avant de passer par le Vilvorde FC. Il est ensuite repéré par le RSC Anderlecht où il termine sa formation et intègre l'équipe première lors de la saison 1968-1969. S'il est formé à l'origine comme attaquant, c'est comme latéral droit qu'il connaîtra ses meilleurs succès.

#### RSC Anderlecht (1968-1980)
Gilbert Van Binst reste douze saisons au RSC Anderlecht. Évoluant au poste d'arrière latéral droit, il remporte six trophées nationaux (deux championnats et quatre Coupes) et deux Coupes d'Europe des vainqueurs de Coupe. 

#### Toulouse FC (1980-1981)
En 1980, Anderlecht laisse Van Binst, alors âgé de 29 ans, partir pour la France. Il reste pour une saison au Toulouse FC, club de deuxième division. Il joue avec ses anciens coéquipiers Attila Ladinszky et Rob Rensenbrink. Dans le club français, Van Binst est positionné en tant que dernier rempart. Il joue régulièrement et le club manque la montée en première division en perdant en barrages.

#### Fin de carrière au Club Bruges KV (1981-183)
Après ce passage chez Toulouse FC, il part jouer au FC Bruges en 1981. Il y reste deux saisons et arrête sa carrière de footballeur. Il devient ensuite brièvement entraîneur adjoint dans le club des Blauw-Zwart.

### En sélections nationales
Gilbert Van Binst joue 15 fois avec l’équipe nationale belge des Diables rouges de 1972 à 1977. Avec l'équipe nationale, il est présélectionné aux Championnats d'Europe en 1972.

## Vie privée
Parfait bilingue, Gilbert Van Binst est un personnage terriblement truculent et « pince sans-rire », n'étant jamais avare d'un bon mot ou d'un sous-entendu humoristique, tant en français qu'en néerlandais. Brièvement entraîneur dans les divisions inférieures, il est connu pour être un véritable enfant terrible du football belge qui a également le sens de la fête. Jamais avare d'une anecdote, Van Binst travaille également régulièrement pour les médias.

## Palmarès

### En club
- Vainqueur de la Supercoupe d'Europe en 1976 et 1978 avec le RSC Anderlecht
- Vainqueur de la Coupe d'Europe des Vainqueurs de Coupe en 1976 et 1978 avec le RSC Anderlecht
- Champion de Belgique en 1972 et 1974 avec le RSC Anderlecht
- Vainqueur de la Coupe de Belgique en 1972, 1973, 1975 et 1976 avec le RSC Anderlecht
- Vainqueur de la Coupe de la Ligue pro en 1973 et 1974 avec le RSC Anderlecht
- Finaliste de la Coupe d'Europe des Vainqueurs de Coupe en 1977 avec le RSC Anderlecht
- Finaliste de la Coupe des Villes de Foire en 1970 avec le RSC Anderlecht
- Finaliste de la Coupe de Belgique en 1977 avec le RSC Anderlecht et en 1983 avec le FC Bruges
- Finaliste de la Coupe de la Ligue Pro en 1975 avec le RSC Anderlecht

### En sélections nationales
- 3e de l'Euro 1972